# Экзофтальмометр
Экзофтальмометр (от др.-греч. ἐξ «из» + ὀφθαλμός «глаз» + μετρέω «измерять») — инструмент, примененяемый в офтальмологии для определения степени смещения глазного яблока или его западания при кровоизлиянии, базедовой болезни, при опухолях и воспалительных процессах. Позволяет производить точную диагностику экзофтальма. Экзофтальмометры также могут определить энофтальм (втягивание глаза в глазницу).

## Методы измерения
Существует несколько типов экзофтальмометров:

### Экзофтальмометр Гертеля
Экзофтальмометр Гертеля назван в честь немецкого офтальмолога Эрнста Хертеля, предложившего его в 1905 году, который работает с помощью зеркальной системы, зарекомендовал себя как наиболее распространенный прибор. Он состоит из пластинки со шкалой, градуированной в миллиметрах, предназначенной для измерения расстояния между наружными краями глазниц. По этой пластинке легко перемещаются две металлические рамки; на каждой рамке укреплены под углом 45° два зеркала и небольшая миллиметровая шкала.

### ЭкзофтальмометрLuedde
Другим прибором, который прост в использовании и обеспечивает хорошо воспроизводимые значения, является экзофтальмометр по Luedde. Это прозрачная линейка, откалиброванная с обеих сторон, которая помещается на латеральный орбитальный ободок. Шкалы, расположенные с обеих сторон, предотвращают параллактический сдвиг при считывании и тем самым обеспечивают точное измерение.

### ЭкзофтальмометрNaugle
Экзофтальмометры Naugle используют точки фиксации, расположенные немного выше и ниже верхнего и нижнего краев глазницы (скулы и лоб). Экзофтальмометры Naugle измеряют разницу экзофтальма между двумя глазами, в отличие от абсолютного показателя, получаемого по методу Гертеля.
Из-за различных факторов, таких как разброс стандартных значений, различные результаты измерений у разных экспертов, асимметрия лицевых черепов и т. д., абсолютные значения следует оценивать с осторожностью. Скорее, клиническая значимость заключается в сравнительных измерениях с течением времени. Кроме того, сравнивать следует только результаты, полученные идентичными методами.